# Fang Xuanling
Fang Xuanling (chinois simplifié : 房玄龄 ; chinois traditionnel : 房玄齡 ; pinyin : fáng xuánlíng ; Wade : Fang Hsuan-ling， 578 - 648) est le fils d'un préfet Sui du Shandong actuel.

## Biographie
Il réussit même les examens à l'âge surprenant de 17 ans. Il occupe ainsi des offices de haut 
niveau sous les Sui, et, à la capitale, occupe le poste de Vice-Président du Bureau des Affaires civiles.
Il rejoint les Tang en 618, à Chang'an, devient le secrétaire et un habile conseiller de Li Shimin lors des guerres de pacification, participe au Coup de la Porte Xuanwu, et écrit les édits impériaux lors des premières années de son règne sous le nom de Tang Taizong.
Mais l'œuvre majeure de Fang est administrative. D'abord, en ayant su rallier au futur Taizong quantité de fonctionnaires compétents de cette plaine du nord-est, issus de groupes défaits, sans égard de leur parti-pris passé. C'est cette élite qui servira de première base à l'établissement d'un réseau administratif fidèle à Taizong. Ensuite, ce pragmatique Fang Xuanling est, avec Du Ruhui (585-630), l'architecte des premières réformes de l'appareil étatique tang : ils écrivent les édits impériaux, recrutent activement des fonctionnaires compétents de 1er rang, et perfectionnent le réseau de l'exécutif Tang. Fang Xuanling est ainsi le Vice-Président du Département des Affaires d'État de 629 à 642.
Fang est une force stabilisatrice à la cour, réputé juste, droit, pragmatique et modéré, généreux, avec une recherche d'efficacité. Devant Taizong, il doit parfois faire reculer ses convictions, mais l'Empereur, conscient de la pertinence et de l'honnêteté de Fang considère soigneusement ses conseils. Dans les dernières années de Taizong, Fang Xuanling est un élément stabilisateur face à un Empereur de plus en plus capricieux et emporté.
Il fait aussi œuvre d’historien, car c'est à lui que Taizong confie la tâche de diriger l'écriture de l'histoire officielle de la dynastie Jin et de la période des Seize Royaumes. Pour accomplir son travail, Fang s'appuie principalement sur des documents officiels issus des fonds d'archives et une équipe de lettrés qui sont sous ses ordres. De plus, Taizong écrit personnellement quelques-unes des biographies des volumes 1, 3, 54 et 80. Son travail s’achève peu de temps avant sa mort, lorsqu'il remet le Livre des Jin, ou Jin Shu, à l'Empereur en 648.

## Sources
- (en) Denis C. Twitchett et John K. Fairbank, The Cambridge History of China : Sui and T'ang China, 589–906, vol. 3, Cambridge, Cambridge University Press, 1979, 900 p. (ISBN 0-521-21446-7)
- Jiu Tang Shu.
- Xin Tang Shu